# Мандрил
Мандрил (Mandrillus sphinx) е подобен на павиан примат от семейство Коткоподобни маймуни (Cercopithecidae).

## Разпространение
Обитава дъждовните гори на Централна Африка.

## Описание
Мандрилът има голяма глава и дълги здрави крайници. Ръцете и краката са еднакво дълги. Обикновено мъжките достигат до тегло от 25 kg и са близо два пъти по-тежки от женските – само 12 kg. Максималното му тегло е 54 kg и това прави мандрила най-тежкият примат, заедно с човекоподобните маймуни.
Може лесно да се разпознае по синьо-червено оцветеното му лице. Гъстата му козина е лилавозелена, а коремът жълтеникаво-сив. Седалищната част е неокосмена и обикновено оцветена в пурпурно.